# کاونت
کاونِت (به انگلیسی: CAVNET) یک شبکه نظامی امن بود که در آوریل ۲۰۰۴ به بهره‌برداری رسید. به عنوان بخشی از سیپرنت، کاونت، اجازه دسترسی سریع به اطلاعات بدست‌آمده از پیکار زمینی را می‌داد.
از کاونت در جنگ عراق استفاده شد و با ارائه اطلاعات جانبی، در مقیاسی بزرگتر از گزارش‌های معمول، به نیروهای مسلح ایالات متحده آمریکا در مقابل راهکنش‌های انطباقی شورشیان عراق، کمک کرد.
داده بدست‌آمده، از طریق "شبکه" (که گاهی، منظور از آن، خود سربازها بود) بین گشت‌ها همرسان می‌شد و نقش حیاتی برای خنثی‌سازی تله‌های نارنجکی پشت پوسترهای مقتدی صدر داشت که سربازان آمریکایی، پاره می‌کردند.